# Велкам (Луїзіана)
Велкам (англ. Welcome) — переписна місцевість (CDP) в США, в окрузі Сент-Джеймс штату Луїзіана. Населення — 672 особи (2020).

## Географія
Велкам розташований за координатами 30°2′39″ пн. ш. 90°52′50″ зх. д. / 30.04417° пн. ш. 90.88056° зх. д. (30.044082, -90.880608).  За даними Бюро перепису населення США в 2010 році переписна місцевість мала площу 13,27 км², з яких 11,75 км² — суходіл та 1,52 км² — водойми.

## Демографія
Згідно з переписом 2010 року, у переписній місцевості мешкало 800 осіб у 254 домогосподарствах у складі 214 родин. Густота населення становила 60 осіб/км².  Було 278 помешкань (21/км²).
Расовий склад населення:
| - 94,4 % — чорних або афроамериканців - 4,0 % — білих - 0,9 % — корінних американців |

До двох чи більше рас належало 0,8 %. Частка іспаномовних становила 0,0 % від усіх жителів.
За віковим діапазоном населення розподілялося таким чином: 27,5 % — особи молодші 18 років, 61,9 % — особи у віці 18—64 років, 10,6 % — особи у віці 65 років та старші. Медіана віку мешканця становила 33,0 року. На 100 осіб жіночої статі у переписній місцевості припадало 94,2 чоловіків;  на 100 жінок у віці від 18 років та старших — 88,3 чоловіків також старших 18 років.
Середній дохід на одне домашнє господарство  становив 53 017 доларів США (медіана — 44 531), а середній дохід на одну сім'ю — 54 259 доларів (медіана — 44 583). За межею бідності перебувало 39,0 % осіб, у тому числі 55,1 % дітей у віці до 18 років та 6,7 % осіб у віці 65 років та старших.
Цивільне працевлаштоване населення становило 388 осіб. Основні галузі зайнятості: освіта, охорона здоров'я та соціальна допомога — 34,3 %, роздрібна торгівля — 20,4 %, будівництво — 11,6 %, публічна адміністрація — 9,0 %.